# Семків Даяна Богданівна
Даяна Семків (нар. 29 липня 2004, село Лука, Івано-Франківська область, Україна) — українська футболістка, гравчиня національної збірної України

## Кар'єра
В сезоні 2022–2023 Даяна Семків стала срібною призеркою чемпіонату України у складі жіночого футбольного клубу «Кривбас».
7 липня 2023 року дебютувала за національну збірну України в матчі проти збірної Португалії на стадіоні «Беса Секулу XXI»,
домашній арені футбольного клубу «Боавішта». На цій грі були присутні більше 20 000 глядачів, а Семків вийшла на 71-й хвилині матчу замість Ганни Петрик.
6 вересня 2023-го року Семків вперше зіграла в Лізі чемпіонів УЄФА серед жінок. В матчі першого етапу кваліфікаційного раунду, її команда «Кривбас» поступилась бронзовому призеру чемпіонату Франції — футбольному клубу «Париж».

## Досягнення
Вища ліга України:
 Віце-чемпіон: (1): 2023
 Бронзова призерка: (1): 2024
Кубок України:
 Фіналіст: (1): 2023